# Arystarch Kaszkurewicz
Arystarch Kaszkurewicz (Słuck, 12 de fevereiro de 1912 — São Paulo, 8 de abril de 1989 foi um artista plástico nascido na Polônia e radicado no Brasil.

## Biografia
Arystarch fugiu da Europa por ocasião da Segunda Guerra Mundial, tendo perdido, durante a ocupação alemã, as duas mãos e o olho esquerdo. Morou no Brasil desde 1952, realizando trabalhos em 28 cidades brasileiras, até sua morte, em completo anonimato, em 1989, por ataque cardíaco.
Fez trabalhos em vitrais, pastilhas, e projetou ele próprio seus instrumentos de trabalho, mediante as limitações físicas; durante o trabalho, amarrava seus instrumentos junto ao corpo, como se fossem uma extensão dele.
Sabe-se que Arystarch estudou artes na Alemanha e falava nove idiomas. Sua chegada ao Brasil, na década de 50, foi a pedido da Casa Conrado Sorgenicht, especializada no ramo de vitrais, pois nessa época existia um decreto que proibia a entrada de portadores de deficiências físicas no país. Arystarch desembarcou em São Paulo mediante uma autorização especial assinada pelo presidente Getúlio Vargas. Veio acompanhado de sua esposa e de seu único filho, Eugenius, depois professor da Universidade Federal do Rio de Janeiro e funcionário do Ministério da Ciência e Tecnologia.
Fez diversos trabalhos em Campinas, entre eles os vitrais da Igreja de Santa Rita de Cássia, no bairro Nova Campinas, e os murais do Liceu Salesiano, no bairro Taquaral onde utilizou 300 mil pastilhas para formar a imagem de Nossa Senhora Auxiliadora.
Além de Campinas, Arystarch trabalhou também nas cidades de Americana, Jundiaí, Santo André, Itatiba, São Paulo (Paróquia Nossa Senhora de Lourdes - Planalto Paulista) , Itatiaia, Rio de Janeiro, Cuiabá, Passo Fundo, Erechim, Fortaleza.
Seu filho, em conjunto com a jornalista campineira Raquel Bueno, lançou a biografia do artista no livro “Arystarch – O Arquiteto dos Deuses”, em 2004.

## Vitrais de Santa Rita de Cássia
O vitral da Igreja de Santa Rita de Cássia, em Campinas, tem dez metros de altura e vinte metros de largura, e representa a santa rodeada por onze figuras celestiais. O fato curioso é que todos os anjos têm rostos de crianças e adolescentes de famílias tradicionais da Campinas da época, famílias essas que haviam ajudado na construção da igreja. Não há registros, porém, da data exata da produção e inauguração do vitral, sabe-se apenas que foi a última peça colocada durante a construção da igreja.
Em 1998, o vitral foi recuperado pelo Atelier Vitrais Ton Geuer, em dois anos de trabalho.